# 志田順子
志田 順子（しだ よりこ、1935年7月28日 -）は、日本の女子陸上競技選手（やり投）。1956年メルボルンオリンピックの女子やり投に出場し、12位となった。1957年から59年まで、日本陸上競技選手権大会の女子やり投で3連覇した。1958年のアジア競技大会の女子やり投で金メダルを獲得している。

## 経歴
千葉県一宮町出身。父の利寿は釣ヶ崎海岸で海の家を営んでいた。
長生一高（現在の千葉県立長生高等学校）、中央大学に進学。中央大学在学中にメルボルンオリンピックに出場した。大学卒業後は大昭和製紙の陸上競技部に所属した。